# McDonnell XP-67 Bat
El McDonnell XP-67 "Bat" o "Moonbat" fue un prototipo de avión interceptor monoplaza bimotor, de largo alcance, construido para las Fuerzas Aéreas del Ejército de los Estados Unidos. Aunque el diseño era conceptualmente muy avanzado, se vio acosado por numerosos problemas y nunca alcanzó el rendimiento esperado. El proyecto fue cancelado después de que el único prototipo construido fuera destruido por un incendio en un motor. Algunas fuentes dan al avión el nombre de "Moonbat" en vez de "Bat".

## Desarrollo

### Origen
En 1940, el Cuerpo Aéreo del Ejército de Estados Unidos emitió la Solicitud de Propuesta R-40C, solicitando diseños para un interceptor de gran velocidad, largo alcance y gran altitud a fin de poder destruir bombarderos enemigos. Las especificaciones eran muy atrevidas, alentando a los fabricantes a producir aviones radicales que superasen a cualquier caza del mundo del momento. El fabricante de piezas aeronáuticas McDonnell Aircraft, ansioso por empezar a fabricar sus propios aviones, respondió a la propuesta con unos diseños y especificaciones del propuesto Model I, que sería propulsado por una inusual transmisión, con un solo motor Allison V-3420 dentro del fuselaje, impulsando dos hélices propulsoras montadas en las alas. Sin embargo, otros veintidós fabricantes también presentaron sus propuestas a la solicitud del Ejército; la proposición de McDonnell tenía unas prestaciones previstas relativamente poco impresionantes, y su novedosa transmisión no se había probado nunca antes. El Model I cayó hasta la vigesimoprimera posición cuando las 23 propuestas fueron examinadas y puntuadas. Las mejores proposiciones se convertirían en los malogrados XP-54, XP-55 y XP-56. A pesar del aparente retroceso, los líderes del Cuerpo Aéreo quedaron impresionados por los esfuerzos de la compañía naciente, y concedieron a McDonnell 3000 dólares para rediseñar el avión.

### Diseño final
Los ingenieros de McDonnell volvieron el 30 de junio de 1941 con el Model II, que también fue rechazado, así que volvieron a trabajar en ello dando como resultado el Model IIa el 24 de abril de 1942. El nuevo diseño estaba propulsado por una disposición más tradicional, un par de motores montados en góndolas alares con hélices de 4 palas en configuración tractora. Sin embargo, el diseño seguía siendo bastante ambicioso; el equipo de diseño intentó mantener una verdadera sección de perfil alar en el fuselaje central, uniendo las porciones posteriores de las góndolas motoras con el ala, y rellenando radicalmente todos los bordes del fuselaje y las góndolas en las alas a fin de reducir la resistencia. El diseño usaba perfiles laminares en todo el perfil alar. Los diseñadores de McDonnell prometieron que el diseño alcanzaría una velocidad máxima de 760 km/h con un peso bruto de 8440 kg, aunque el peso bruto fue posteriormente incrementado a unos más realistas 9070 kg. 
El 30 de septiembre de 1941, las USAAF concedieron a McDonnell un contrato de 1 508 596 dólares, más una cuota de 86 315 dólares, por dos prototipos, un modelo de túnel de viento, y los datos de ingeniería asociados. El Model IIa fue designado como XP-67. El avión de producción contaría con una cabina presurizada, una de las novedades del momento. Se consideraron varias configuraciones de armamento, incluyendo seis ametralladoras calibre 12,7 mm, cuatro cañones de 20 mm, e incluso un cañón de 75 mm antes de que la configuración de seis cañones M4 de 37 mm fuera escogida. La potencia sería suministrada por dos motores de 12 cilindros en V invertida Continental XIV-1430-1, equipados con turbocompresores, y los gases de escape aumentarían el empuje.

### Pruebas

#### Programa de pruebas aerodinámicas
El diseño radical del XP-67 requeriría unas amplias pruebas en el túnel de viento para afinar los numerosos aspectos avanzados. Un amplio programa de pruebas aerodinámicas se inició por parte de tres entidades diferentes: McDonnell, el NACA y la Universidad de Detroit. El diseño exigía que la superficie fuera perfectamente lisa y con una forma muy precisa para que mantuviera las características del flujo laminar, obligando al desarrollo de nuevas técnicas de construcción, debido a que la compañía nunca había producido un avión entero anteriormente. Las pruebas de túnel de viento revelaron problemas con el flujo de aire de refrigeración de los motores a través de las góndolas motoras, problemas que nunca se resolvieron completamente. También se encontraron dificultades con la obtención de los motores, ya que las demandas de producción durante los tiempos de guerra entorpecieron los esfuerzos de Continental por entregar ejemplares del motor experimental XIV-1430 para probarlos en el programa de pruebas. El programa también se retrasó debido a la intensa competición por realizar pruebas en las instalaciones del túnel de viento del NACA en Langley (Virginia).

#### Programa de vuelos de pruebas

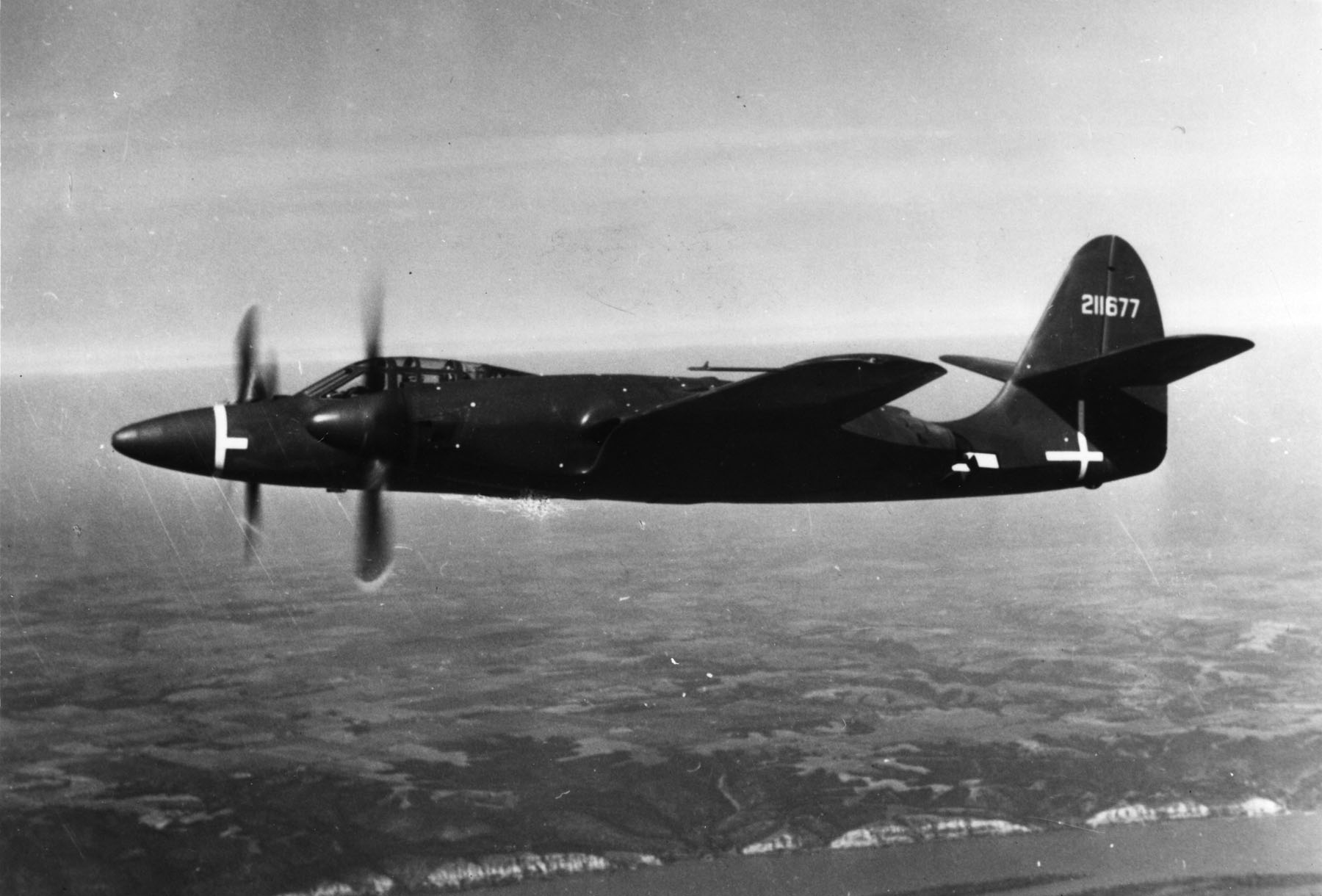
XP-67 en vuelo.

El primer prototipo, el 42-11677, estaba listo para las pruebas en tierra el 1 de diciembre de 1943, a pesar de que no estaba listo para volar. El avión estaba equipado con motores XIV-1430-17/19 y turbocompresores General Electric D-23. En el prototipo nunca se instalarían equipos de presurización o armamento. El 8 de diciembre, el avión resultó dañado por fuego en ambas góndolas motoras, causado por un funcionamiento defectuoso de los anillos deslizantes del colector de escape. El 6 de enero de 1944, el daño fue reparado y el XP-67 realizó su primer vuelo. El vuelo, sin embargo, terminó seis minutos después debido a dificultades con los motores experimentales. Tras varias modificaciones en las instalaciones del motor, se llevaron a cabo dos vuelos de prueba. En el cuarto vuelo, los cojinetes del motor se incendiaron debido a un accidental exceso de revoluciones.
Por entonces, estaba claro que el desarrollo del XP-67 estaba obstaculizado por una seria falta de potencia. Los motores sólo entregaban 790 kW (1060 hp), mucho menos de los esperados 1007 kW (1350 hp). El fundador de la compañía, Jim McDonnell, frustrado por los continuos retrasos en la adquisición del motor y la infrapotencia del XI-1430, inició una campaña para financiar la remotorización del prototipo por un par de motores Allison o Rolls Royce, aumentados con turborreactores Westinghouse en las góndolas. A pesar de que McDonnell prometió una velocidad máxima bastante impresionante de 805 km/h con las nuevas plantas motrices, el Ejército rechazó la propuesta, demandando más pruebas del diseño existente. Como resultado de las pruebas del túnel de viento, los planos de cola se alzaron 31 cm mientras el XP-67 esperaba motores de recambio. 

#### Pruebas
El 23 de marzo de 1944, las pruebas de vuelo se reiniciaron. Los pilotos del Ejército consiguieron que el avión volara finalmente el 11 de mayo de 1944 y consideraron que tanto la disposición de la cabina como el manejo del avión en tierra eran satisfactorio, pero consideraron que el avión estaba infrapotenciado debido a su pobre régimen de ascenso inicial, lenta aceleración, y su carrera de despegue muy larga, particularmente cuando era operado solamente con un motor. Otras características de vuelo eran generalmente buenas durante las maniobras suaves; las fuerzas en los mandos eran bastante ligeras, el ratio de alabeo era adecuado, y el control era efectivo en todas las velocidades con una buena estabilidad longitudinal. Sin embargo, prevalecía una tendencia al dutch roll. El prototipo también mostraba comportamientos perturbadores cuando se acercaba a la velocidad de entrada en pérdida. Comenzaba a zarandearse muy por encima de la velocidad real de pérdida, se sentía la cola pesada en los virajes rápidos, y el morro tendía a elevarse durante las entradas en pérdida. Los problemas fueron tan serios que los pilotos de pruebas rechazaron probar las características de barrena del XP-67, atemorizados de que una barrena no fuera recuperable. Este comportamiento en pérdida irregular e inestable ha sido atribuido a los principios aerodinámicos avanzados que no fueron totalmente contrarrestados hasta la llegada de los controles electrónicos de estabilidad años después. Aunque el informe final de los vuelos de pruebas fueron generalmente positivos, la maniobrabilidad del avión fue considerada inferior a la de otros modelos existentes como el P-51 Mustang.
A su regreso a la fábrica, los conductos de refrigeración fueron refabricados. Varios problemas fueron solventados durante los siguientes vuelos de pruebas, pero los motores seguían plagados de sobrecalentamientos crónicos y falta de potencia. El XP-67 sólo alcanzó una velocidad máxima confirmada de 652 km/h, que quedaba muy lejos de las velocidades prometidas de 760 km/h, y eran poco remarcables respecto a velocidades de otros cazas en servicio activo.

### Cancelación del proyecto

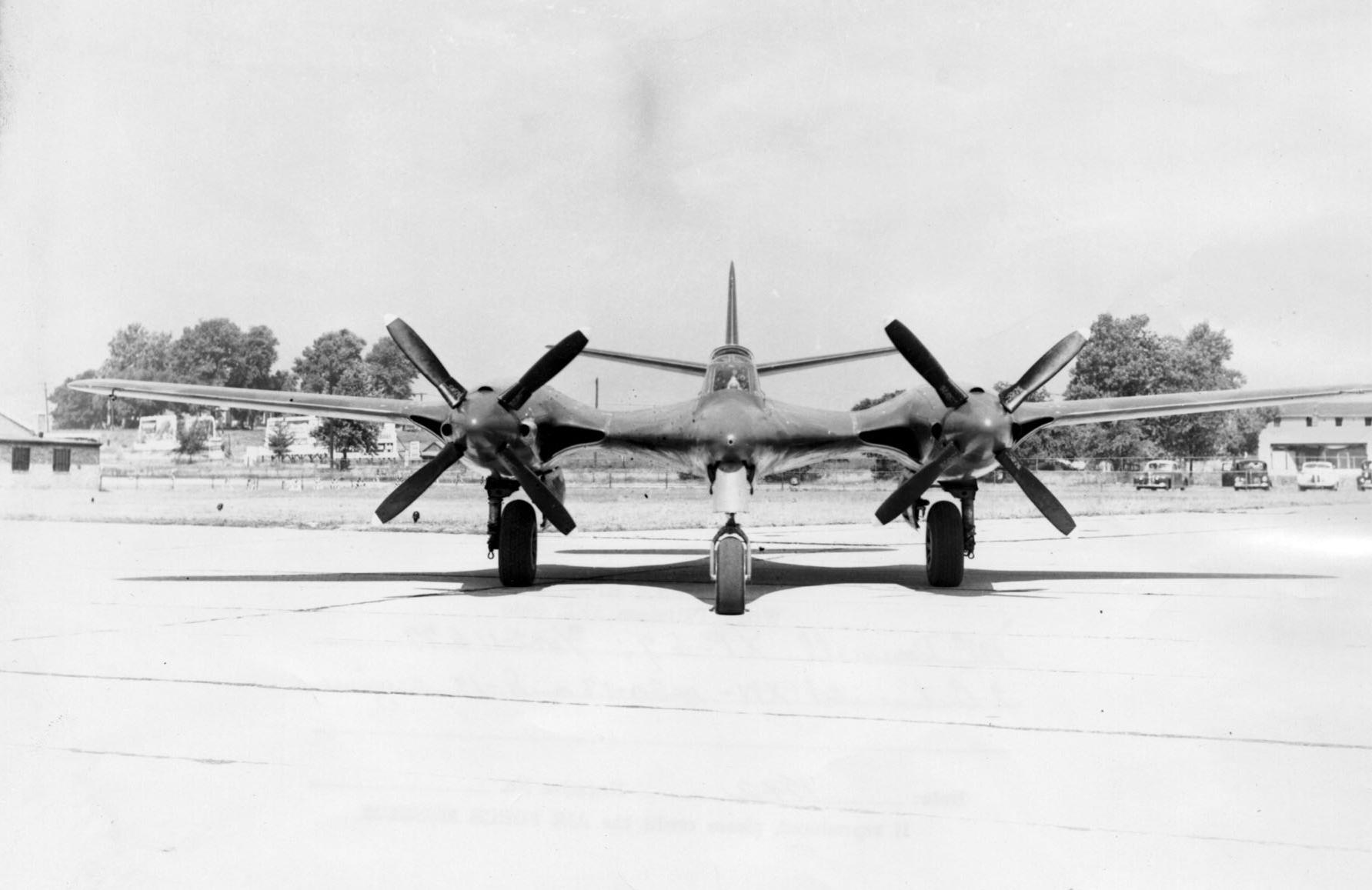
Vista frontal del XP-67.

El 6 de septiembre de 1944, el motor de estribor del XP-67 se incendió durante un vuelo de pruebas, y el piloto de pruebas E. E. Elliot ejecutó un aterrizaje de emergencia en Lambert Field en San Luis, Misuri. Intentó aparcar el avión con el morro hacia el viento a fin de alejar las llamas del fuselaje, pero los frenos del tren principal de estribor fallaron, pivotando el XP-67 de manera que las llamas se dirigieron directamente hacia el fuselaje trasero. Elliot escapó ileso, pero el fuego destruyó el fuselaje, el motor, la góndola y el ala de estribor; el avión resultó una pérdida total.
La destrucción del único prototipo volante afectó seriamente a todo el programa, debido a que el segundo prototipo sólo estaba completado en un 15% en ese momento. Los mandos del Ejército decidieron revaluar el XP-67, decidiendo finalmente, el 13 de septiembre, que ya no ofrecería ninguna ventaja frente a los cazas que ya estaban en servicio. El proyecto fue cancelado, los restos del primer prototipo fueron desguazados, y se detuvo la construcción del segundo prototipo.

## Especificaciones
Referencia datos: McDonnell Douglas Aircraft desde 1920

### Características generales
- Tripulación: Uno (piloto)
- Longitud: 13,7 m (44,8 ft)
- Envergadura: 16,8 m (55 ft)
- Altura: 4,8 m (15,7 ft)
- Superficie alar: 38,5 m² (414,4 ft²)
- Peso vacío: 8049 kg (17 740 lb)
- Peso cargado: 10 031 kg (22 108,3 lb)
- Peso máximo al despegue: 11 521 kg (25 392,3 lb)
- Planta motriz: 2× motor lineal V12 invertido con refrigeración líquida Continental XIV-1430-17/19.
  - Potencia: 1007 kW (1388 HP; 1369 CV) cada uno.

### Rendimiento
- Velocidad máxima operativa (Vno): 650 km/h (404 MPH; 351 kt) a 7600 m
- Velocidad crucero (Vc): 435 km/h (270 MPH; 235 kt)
- Alcance: 3837 km (2072 nmi; 2384 mi)
- Techo de vuelo: 11 400 m (37 402 ft)
- Régimen de ascenso: 12,7
- Carga alar: 260 kg/m² (53,3 lb/ft²)
- Potencia/peso: 0,09 kW/kg (0,06 hp/lb)

### Armamento
- Cañones: 

  - 6x M4 de 37 mm  (nunca instalados en el prototipo)

## Aeronaves relacionadas

### Aeronaves similares
- Dornier Do 335
- Messerschmitt Me 410
- Lockheed XP-58 Chain Lightning
- Curtiss XP-71
- Westland Dreadnought

### Secuencias de designación
- Secuencia P-_ (Cazas (Pursuit) del USAAC/USAAF/USAF, 1924-1962): ← P-64 - P-65 - P-66 - XP-67 - XP-68 - P-69 - P-70 →